# Gittelde
Gittelde – dzielnica gminy samodzielnej Bad Grund (Harz) w Niemczech, w kraju związkowym Dolna Saksonia, w powiecie Getynga. Do 28 lutego 2013 miasto (Flecken) wchodzące w skład gminy zbiorowej Bad Grund (Harz).